# 로스트 시즌 3
《로스트》의 세 번째 시즌은 미국과 캐나다에서 2006년 10월 4일부터 2007년 5월 23일에 걸쳐 방영했다. 남태평양의 어느 외딴 섬에 추락한 지 68일 후 남은 40여 명의 생존자들의 이야기를 다루고 있다. 로스트 작품 안에서, 세 번째 시즌은 2004년 9월 28일에서 12월 21일사이에 일어난 일이다. 프로듀서는 첫 번째 시즌은 생존자들에 대한 소개, 두 번째 시즌은 "해치", 세 번째 시즌은 신비스런 섬의 주민들인 디 아더스에 대한 내용이라고 말했다.